# Friedrich Specht (Orgelbauer)
Johann Friedrich Specht (* 19. Juni 1808 in Amberg; † 23. August 1865 ebenda) war ein Oberpfälzer Orgelbauer.
Er erlernte das Schreiner- und Orgelmacherhandwerk vermutlich bei Wilhelm Hepp und erhielt am 17. März 1843 die Konzession, als Orgelbauer in Amberg zu arbeiten. In der Werkstatt arbeitete Joseph Vogl (* 20. Juni 1829 in Amberg, später in Deggendorf, Rosenheim), der sich schon auf dem Klaviaturbrett in Siegenhofen Spechts Stiefsohn nennt. Spechts Frau, geborene Eva Rosina Dietl hatte ihn mit in die am 9. Mai 1843 geschlossene Ehe gebracht.

## Liste der nachgewiesenen Werke
| Jahr      | Ort                     | Kirche                                         | Bild | Manuale | Register | Bemerkungen |
| --------- | ----------------------- | ---------------------------------------------- | ---- | ------- | -------- | --- |
| 1841      | Krumbach bei Amberg     | St. Johann Baptist                             |      | I/P     | 6        | nicht erhalten, um 1960 Neubau Plössl (4/I/P angehängt)                                                                                     |
| 1843      | Siegenhofen bei Rieden  | Unsere Liebe Frau                              |      | I/P     | 8        | 1843 neue Windladen und Traktur für die Orgel aus dem Franziskanerkloster Neunburg v. W. von 1807 durch Specht, Prospekt und Werk erhalten  |
| um 1845?  | Eschenbach              | Maria Hilf (Bergkirche)                        |      |         |          | Dieses Gehäuse existierte bis 1977. Es entspricht dem Typus, den Specht in diesem Zeitraum in Siegenhofen und Schlammersdorf baute.         |
| 1846      | Amberg                  | St. Sebastian                                  |      | I/P     | 6        | nicht erhalten, 1955 Neubau Weise (7/II/P), 1991 Überarbeitung und barockisierender Prospekt Hartmann, 2012 Umbau Kilbert                   |
| 1847      | Schlammersdorf          | St. Lucia                                      |      | I/P     | 8        | 1953 verkauft nach Mainz, St. Quirin, 2019 zum Verkauf angeboten bei Vleugels. 1953 Neubau Weise 17/II/P mit Freipfeifenprospekt.           |
| vor 1847? | Ebermannsdorf           | Schlosskapelle St. Johannes Baptist            |      | I/P     | 8        | Registerzüge Typus Specht, Klaviaturbacken Typus Funtsch → Orgel. 2020 Restaurierung Thomas Jann.                                           |
| um 1850   | Niedermurach            | St. Martin                                     |      | I       | 5        | 2013 keine Orgel, Elektronium |
| um 1850   | Perschen                | St. Peter und Paul                             |      | I       | 6        | zugeschrieben, erhalten → Orgel |
| 1851      | Hirschau                | Mariä Himmelfahrt                              |      | II/P    | 18       | nicht erhalten, Elektronium. 1917 Neubau Binder und Siemann op. 347, nicht mehr spielbar.                                                   |
| 1853      | Neustadt a. d. Waldnaab | St. Georg                                      |      | II/P    | 15       | nicht erhalten. Gehäuse Mitte 18. Jh., 1922 Neubau Weise (16/II/P), 1974 Neubau Weise, 2007 Reorganisation und Erweiterung (32/III/P, Jann) |
| 1855      | Ilsenbach bei Neustadt  | St. Johannes Baptist                           |      | I/p     | 5        | 1975 abgebaut (Kloss), 1995 an Habetin, seit 2021 in St. Elisabeth (Dumicke). →                                                             |
| 1855      | Winklarn                | St. Andreas                                    |      | I/P     | 11       | nicht erhalten, 1938 Neubau Weise (13/II/P), 1990 Neubau Sandtner (23/II/P)                                                                 |
| 1858      | Amberg                  | Unsere Liebe Frau (Hofkapelle), "Frauenkirche" |      | I/P     | 6        | nicht erhalten. Derzeit Opus 493 von Steinmeyer (5/I/P) auf mechanischer Kegellade, aktuell (2023) nicht spielbar.                          |
| 1858      | Amberg                  | Hl. Dreifaltigkeit (Friedhofskirche)           |      | I/P     | 6        | Prospekt und Werk erhalten, aktuell (2024) nicht spielbar, Restaurierung angedacht.                                                         |
| 1859      | Schwandorf              | Spitalkirche                                   |      | I/P     | 7        | transferiert in die Kapelle des Elisabethenheims und Rekonstruktion der kurzen Oktave durch Fa. Kotz                                        |
| 1859      | Kemnath a. Buchberg     | St. Margareta                                  |      | I/P     | 7        | nicht erhalten, Bild vor 1963, 1968 Neubau Weise (13/II/P)                                                                                  |
| 1862      | Pittersberg             | St. Nikolaus                                   |      | I/P     | 9        | Prospekt und Werk erhalten → Orgel. 1905 Umbau Edenhofer, 1982 Umbau Hartmann.                                                              |
| 1863      | Schwandorf              | St. Jakob                                      |      | II/P    | 12       | nicht erhalten. 1954 Neubau Weise Weise (30/III/P), 1972 Umbau Prospekt                                                                     |